# Adelpha pollina
Espèce
Adelpha pollina  est une espèce de papillons de la famille des Nymphalidae, sous famille des Limenitidinae et du genre des Adelpha.

## Dénomination
Adelpha pollina a été décrit par Hans Fruhstorfer en 1915

## Description
Adelpha pollina est un papillon d'une envergure d'environ 45 mm à bord externe des ailes antérieures concave. La face dorsale est marron barrée, aux ailes antérieures, d'une large bande orange et aux ailes postérieures d'une bande blanche.
Le revers est beige et marron avec un damier et la même ornementation mais les bandes sont blanches aux postérieures et aux antérieures.

## Écologie et distribution
Adelpha pollina est présent en Amérique sous forme de trois isolats, un au Honduras, au Venezuela et à Panama, un en Bolivie et en Équateur et un en Guyane et Guyana,. 

### Protection
Pas de statut de protection particulier.